# 佐洛切布
佐洛切布，是匈牙利佐洛州所辖的一个村，总面积9.63平方公里，总人口548，人口密度56.9人/平方公里（2010年1月1日）。